# Ку Хесон
Ку Хесон (кор. 구혜선?, 具惠善?; 9 ноября 1984, Инчхон, Республика Корея) — корейская актриса, режиссёр, сценарист.

## Биография
Ку Хесон завоевала известность и уважение, снявшись в дораме Pure in Heart (2006), где сыграла роль молодой, умной провинциальной девочки с храбрым сердцем. Эта дорама рассказывает о том, как ей удалось пройти через все страдания и, в конечном счёте, найти свою настоящую любовь. За эту роль она получила награду на KBS Acting Awards как лучшая новая актриса.
В 2007 году актриса снялась в южнокорейском историческом сериале «The King and Me». Несмотря на свой уже довольно большой возраст в 2009 она была выбрана на роль Geum Jandi в дораме «Цветочки после ягодок», где сыграла девушку-подростка; жанр — мелодрама, комедия. За эту роль актриса получила много наград и признание поклонников. Также Ку Хесон получила хорошие отзывы о своей книге и картинах, так как она известна не только как актриса, но и как режиссёр, романист, композитор и живописец. В 2009 актриса выполнила свою детскую мечту и выпустила свой первый альбом «Дыхание». Все песни она написала сама. Известный японский пианист Isao Sasaki является аранжировщиком музыки.
Изначально планировался дебют Ку Хесон в качестве певицы (предположительно в составе группы из 3-х девушек вместе с Park Bom и Sandara Park из 2NE1), однако генеральный директор Yang Hyun Seok агентства YG Entertainment посоветовал Ку Хесон стать актрисой. И все же она проявила себя в качестве певицы. В 2009 году вышел её дебютный альбом в стиле new age Breath, так же она спела с несколькими известными музыкантами.
В 2009 году вышел в свет полу-автобиографический роман Ку Хесон под названием «Танго», повествующий о любовном опыте женщин в двадцать с небольшим лет. Книга стала бестселлером, за неделю продавалось 30 тысяч экземпляров. Выход книги совпал с открытием первой персональной художественной выставки Хесон, прошедшей в июле 2009 года в галерее La Mer Gallery. Выставка называлась также «Танго», на ней были представлены около 40 работ Ку Хесон, некоторые являлись иллюстрациями к книге. Выставка имела успех, её посетили более 10000 человек. Кроме того Ку Хесон оформила обложку четвёртого альбома корейской певицы Gummy под названием «Comfort».
Официальный дебют Ку Хесон в качестве режиссёра состоялся на Международном кинофестивале фантастических фильмов в Пучхоне, Корея (2009 Puchon International Fantastic Film Festival), где она представила свой короткометражный фильм «The Madonna». В 2010 году она написала сценарий и сняла первый полнометражный фильм «Magic». Так же в 2010 являлась режиссёром фильма You.
В 2011 году Ку Хесон основала собственную компанию Ku Hye-sun Film, под именем которой она планирует продюсировать и снимать свои проекты. Её вторая режиссёрская работа — фильм «The Peach Tree» (2011), стал первым фильмом, снятым её компанией. В одном из интервью Ку Хесон сказала о своем режиссёрском опыте следующее: «Это утомительно и изнурительно. Порой я спрашиваю себя „зачем я это делаю“, но кино дает возможность почувствовать себя живой».
В 2012 году с участием Гу Хе Сон вышли два сериала: корейский «Take Care of Us, Captain», где она сыграла роль женщины-пилота, и в тайваньский «Absolute Boyfriend», являющейся адаптацией манги. В 2014 году снялась в корейском сериале «Angel Eyes» и полнометражном фильме «Daughter». В 2015 году снималась в корейском сериале «Blood (2015)», где она сыграла роль врача, работающего в лучшем онкологическом центре страны, с интересным таинственным случаем из детства; вместе с актёрами Ан Джэхёном и Чи Джинхи в главной роли.
Образование: начальная школа Shin Chon, начальная школа Bu Pyeong Dong, средняя школа Bu Heung, средняя школа Bu Pyeong для девочек, Сеульский Художественный колледж.
Личная жизнь: с 2015 года встречается с актёром Ан Джэхёном, и 21 мая 2016 года состоялась свадьба, однако в 2019 году пара развелась.

## Фильмография
Сериалы
| Год  | Название                           | Роль            | Канал трансл. |
| ---- | ---------------------------------- | --------------- | ------------- |
| 2004 | Drama City — Anagram               |                 | KBS           |
| 2005 | Drama City — Everybody Cha Cha Cha |                 | KBS           |
| 2005 | Nonstop 5                          | Хёсон           | MBS           |
| 2005 | Ballad of Suh Dong                 | Юнджин          | SBS           |
| 2006 | Pure in Heart                      | Ян Гукхва       | KBS1TV        |
| 2007 | The King and I                     | Королева Джихён | SBS           |
| 2007 | August Rush                        |                 |               |
| 2008 | Strongest Chil Woo                 | Юн Соён         | KBS2TV        |
| 2009 | Boys Over Flowers                  | Кым Чанди       | KBS2TV        |
| 2011 | The Musical                        | Ку Ёнби         | SBS           |
| 2012 | Take Care of Us, Captain           | Хан Даджин      | SBS           |
| 2012 | Absolute Boyfriend (Taiwan)        | Гуан Ксуао Фей  | GTV / FTV     |
| 2014 | Angel Eyes                         | Юн Су Ван       | SBS           |
| 2014 | Daughter                           | Сан             |               |
| 2015 | Blood (2015)                       | Ю Рита          | KBS2TV        |

Муз. Клипы
| Год  | Название                          | Группа (Певец / Певица) |
| ---- | --------------------------------- | ----------------------- |
| 2002 | We Match Quite Well               | Sung Shi-kyung          |
| 2004 | The Reason I Close My Eyes        | Taebin                  |
| 2006 | Forget You                        |                         |
| 2007 | Yesterday is Different from Today | Ким Джиён               |
| 2010 | Touch Your Heart                  | Fahrenheit              |
| 2010 | Brown Hair                        | Ку Хесон                |

## Режиссёр
- You (2010)

## Сценарист
- The Madonna (2009)
- Magic (2010)
- The Peach Tree (2011)

## Книги
- Tango (роман,2009)

## Премии
| Год  | Название                                                                            |
| ---- | ----------------------------------------------------------------------------------- |
| 2006 | KBS Drama Awards: Best New Actress (Pure in Heart)                                  |
| 2007 | SBS Drama Awards: New Star Award (The King and I)                                   |
| 2009 | KBS Drama Awards: Excellence Award for Drama Series and Actress (Boys Over Flowers) |
| 2009 | KBS Drama Awards: Netizen Popularity Award (Boys Over Flowers)                      |
| 2009 | KBS Drama Awards: Best Couple Award with Lee Min Ho (Boys Over Flowers)             |
| 2009 | 6th Yahoo! Taiwan Asia Buzz Awards: Best Asian Female Star (Boys Over Flowers)      |
| 2009 | Andre Kim Best Star Awards: Best Female Star (Boys Over Flowers)                    |
| 2009 | Busan Asian Short Film Festival: Audience Award (The Madonna)                       |
| 2010 | 12th Short Shorts Film Festival & Asia: Spotlight Award for (The Madonna)           |